# Guldakacia
Guldakacia (Acacia baileyana) är en art inom akaciasläktet, familjen ärtväxter, från Australien. Den odlas ofta i södra Europa, men är känslig för vinterväta och är inte vanlig längre norrut.
Guldakacia blir ett litet träd på upp till 10 meter. Bladen är upprepat parbladiga och blågröna till grå. Blomställningen är klotformig i ett sammansatt ax.